# Hedda Eulenberg
Hedda Eulenberg, nascuda Hedda Maase (Meiderich, barri de Duisburg, 6 de març de 1876, Kaiserswerth, 13 de setembre de 1960) va ser una traductora alemanya. Filla de Wilhelm Maase, director d'orquestra a Duisburg, va aprovar la selectivitat a Düsseldorf, on es va casar el 1897 amb Arthur Moeller van den Bruck, a qui va conèixer mentre estudiava a Düsseldorf. Van den Bruck va fugir a França per evitar el servei militar per raons tant econòmiques com polítiques, es van divorciar el 1904 i es va casar novament amb l'escriptor Herbert Eulenberg. Va traduir a l'alemany diversos autors en francès i en anglès i va publicar la seva biografia, on narra la persecució nazi i com va tornar a reincorporar-se al seu treball després de la fi de la guerra.

## Obres
- Bibliografia de la traductora Hedda Eulenberg (en alemany)
- Im Doppelglück von Kunst und Leben. Düsseldorf: Die Faehre, [1952]
- Abgesang. Düsseldorf: Die Faehre, [1952]
- Frauenrache. A 'Die Zukunft' editor Maximilian Harden edició. XX Nr. 14 (1912)